# آی‌ای‌آی برد-آی
آی‌ای‌آی برد-آی (به انگلیسی: IAI Bird-Eye) یک هواگرد ساختِ کارخانهٔ صنایع هوافضای اسرائیل در کشور اسرائیل است.